# Resultados do Carnaval da Baixada Santista em 2019
A União Imperial foi a Bi-campeã do Grupo Especial, enquanto a Mãos Entrelaçadas campeã do Grupo de Acesso.

## Escolas de samba

### Grupo Especial
| Pos | Escolas de samba             | Enredo                                                                      | Pontos | Classificação                        | Referências |
| --- | ---------------------------- | --------------------------------------------------------------------------- | ------ | ------------------------------------ | ----------- |
| 1   | União Imperial               | Respeitável Público, o picadeiro é verde e rosa? – É sim, senhor!           | 179,9  | Campeã do Carnaval de 2019           | [ 1 ]       |
| 2   | X-9                          | Adoniran Barbosa em: Crônicas da Vida - Resiste o samba; renasce o artista  | 179,5  |                                      | [ 1 ]       |
| 3   | Unidos dos Morros            | Da Ilha de lá , ao morro de cá, Aroldo Melodia, a voz que fez o povo sonhar | 179,3  |                                      | [ 1 ]       |
| 4   | Mocidade Amazonense          | Guarujá-Guaryyá: Viagem a Ilha do sol - A verdadeira pérola do atlântico    | 177,2  |                                      | [ 1 ]       |
| 5   | Real Mocidade Santista       | Real’mbanda: 110 Anos Trilhando o Caminho da Cura!                          | 176,2  |                                      | [ 1 ]       |
| 6   | Mocidade Dependente do Samba | A Encantaria de Dom Sebastião Nas Dunas de Upaon-Açu                        | 176    |                                      | [ 1 ]       |
| 7   | Vila Mathias                 | A Vila Canta Mandela – O Caminho da Liberdade                               | 175,9  |                                      | [ 1 ]       |
| 8   | Sangue Jovem                 | Dos Olhos do Menino, o Fruto Guaraná                                        | 175,7  | Rebaixamento ao Grupo de Acesso 2020 |             |

Grupo de Acesso:
1-Mãos Entrelaçadas: 177,4 pontos (sobe)
2-Brasil: 175,3 pontos
3-Padre Paulo: 174,9 pontos
4-Unidos da Zona Noroeste: 173,7 pontos (desce)

Grupo 1:
1-Imperatriz Alvinegra (São Vicente): 174 pontos (Não sobe. Precisava no minimo 176 pontos)
2-Império da Vila: 173,7 pontos
3-Bandeirantes do Saboó: 173,3 pontos
4-Dragões do Castelo: 169,7 pontos

5-Unidos da Baixada: 91,4 pontos